# Oxygène
Az Oxygène Jean-Michel Jarre 1976-ban megjelent nagylemeze, melyet otthonában vett fel több analóg szintetizátor és más elektronikus hangszerek és effektusok segítségével. Az album szerepel az 1001 lemez, amit hallanod kell, mielőtt meghalsz című könyvben.
Jarre 1997-ben adta ki az Oxygène 7-13 című lemezt, mely az Oxygène „folytatása”. Tíz évvel később, 2007-ben Jarre elkészítette az album egy új felvételét, amit élőben, színpadon vettek fel, de közönség nélkül. Az Oxygène: New Master Recording címmel kiadott anyagon ugyanazokat az eszközöket használta, de három másik társával vette fel (Dominique Perrier, Francis Rimbert és Claude Samard). Az album három kiszerelésben jelent meg: CD, CD+DVD, CD+DVD 3D.
2016-ban Jarre úgy döntött, hogy egy új fejezetet rögzít Oxygène című projektjéhez. Az Oxygène 3 (2016) című lemez hasonló módszerrel készült, de minimalista megközelítéssel nem az eredeti korongot másolva, mégis összhangban az előző két Oxygène albummal.

## Az album dalai
Az Oxygène hat számból áll, melyeket egyszerűen megszámoztak. Jarre a környezetvédelemre akarta ezzel az albummal felhívni a figyelmet.
|    | Cím                | Szerző(k)         | Hossz |
| -- | ------------------ | ----------------- | ----- |
| 1. | Oxygène (Part I)   | Jean-Michel Jarre | 7:40  |
| 2. | Oxygène (Part II)  | Jean-Michel Jarre | 8:04  |
| 3. | Oxygène (Part III) | Jean-Michel Jarre | 2:58  |
| 4. | Oxygène (Part IV)  | Jean-Michel Jarre | 4:07  |
| 5. | Oxygène (Part V)   | Jean-Michel Jarre | 10:31 |
| 6. | Oxygène (Part VI)  | Jean-Michel Jarre | 6:19  |

## Közreműködők
- Jean-Michel Jarre – ARP szintetizátor, EMS Synthi AKS, VCS 3 szintetizátor, RMI Harmonic szintetizátor, Farfisa Professional Organ, Eminent 310U, Mellotron és a  Rhythmin' Computer

## Külső hivatkozások
- Hivatalos honlap